# خسرو شاکری
خسرو شاکری (زند) (۱۳۱۷–۹ تیر ۱۳۹۴) استاد بازنشستهٔ تاریخ مدرسه عالی مطالعات علوم اجتماعی در پاریس و محقق در زمینه گروه‌ها و اندیشه چپ بود. از وی کتاب‌های زیادی چون «جملهٔ انقلاب مشروطه» و «انکشاف سوسیال دموکراسی»، «میلاد زخم» دربارهٔ جنبش جنگل، کتابی دربارهٔ تقی ارانی، «اسناد سوسیال دموکراسی ایران» منتشر شده‌است.

## زندگی و حرفه
خسرو شاکری در ۶ آبان سال ۱۳۱۷ در تهران به دنیا آمد. پدرش تاجر فرش و مادرش از جمله زنانی بود که در ابتدای دوره پهلوی شغل دبیری را پذیرفته بود. خسرو تحصیلات متوسطهٔ خود را در دبیرستان رهنما و دبیرستان البرز به پایان رساند و به سانفرانسیسکو رفت و لیسانس اقتصاد خود را از دانشگاه دولتی کالیفرنیا گرفت. پس از آن یک سال در مدرسه اقتصاد لندن به تحقیق مشغول بود. وی سپس به دانشگاه ایندیانا رفت و در رشته اقتصاد فوق لیسانس گرفت. او موفق به اخذ دکترای تاریخ از دانشگاه سوربن شد. موضوع پایان‌نامه‌اش تکوین، انکشاف و پایان حزب کمونیست ایران بود. وی در معرفی خود می‌نویسد:
من در یک خانواده مسلمان با یک گرایش شدید عرفانی و دیدگاه نوع‌دوستانه و پیشینه قومی گوناگون به دنیا آمدم. شکیبایی روشنفکرانه غیرمعمول خانواده‌ام این امکان را به من داد تا در یک دوره حساس -دبیرستان- درگیر «سیاست» شوم. پشتیبان دکتر مصدق شدم که میهن‌دوستی، شکیبایی و ارزش‌های دموکراتیک را به من آموخت. تربیت انسان‌مدارانه اولیه من در ایران، هم در خانه و هم در جامعه تحت تأثیر رویکرد مصدق به سیاست، در مرحله بعد و در اثر آموزش دموکراتیک غربی، کارآموزی و پالایش محققانه، خرد و روشنگری سوسیالیستی، تقویت شد و به لحاظ کیفی قوام یافت.
وی از جمله نیروهای فعال سازمان کنفدراسیون جهانی محصلین و دانشجویان ایرانی-اتحادیه ملی و نیز جبهه ملی بود. او در سال ۱۳۳۹ در حالی که سعی داشت به کوبا برود، در مکزیک بازداشت شد. یک سال بعد شاکری برای راه‌اندازی یک ایستگاه رادیویی در قاهره به منظور پخش برنامه‌هایی علیه رژیم پهلوی، با مقامات مصری تماس گرفت که در نهایت به نتیجه‌ای نرسید. در اواخر سال ۱۳۴۲، طی سفری به الجزایر با احمد بن بلا رئیس‌جمهور وقت این کشور ملاقات کرد و مذاکراتی برای دریافت کمک جهت مبارزه با رژیم شاه انجام داد. شاکری سال ۱۳۴۳ به نمایندگی از کنفدراسیون در گردهمایی‌های اتحادیه بین‌المللی دانشجویان که در نیوزیلند و نیز بلغارستان برگزار گردید، شرکت کرد. شاکری در سال ۱۳۴۴ به عنوان یکی از اعضای دبیرخانه کنفدراسیون، مشغول بود و سپس به عنوان دبیر بین‌المللی کنفدراسیون ملاقات‌هایی را با اوتانت -دبیرکل وقت سازمان ملل- به منظور جلب حمایت‌های بین‌المللی از مبارزات دانشجویی علیه رژیم پهلوی کرد.

شاکری در سال ۱۳۴۷ به عنوان دبیر انتشارات کنفدراسیون مکاتباتی با مصطفی خمینی داشت که ضمن اعلام حمایت کنفدراسیون از آیت الله خمینی، تعدادی از نسخه‌های نشریهٔ «شانزدهم آذر» را نیز فرستاد. خمینی در پاسخ با توجه به اعتقادات مذهبی ملت ایران، از محتوای نشریات ارسالی اظهار نارضایتی کرد و خواستار توجه بیشتر گردانندگان آن به مسائل و موضوعات دینی شد. شاکری در سال ۱۳۵۱ نیز پس از اعدام تعدادی از اعضای سازمان مجاهدین و چریک‌های فدایی خلق با کورت والدهایم -دبیر کل وقت سازمان ملل- ملاقات کرد و اعتراض کنفدراسیون را به این اقدامات به اطلاع وی رسانید.

پس از انقلاب ۱۳۵۷ به ایران بازگشت و با احمد شاملو در کتاب جمعه همکاری کرد. در دهه شصت به پاریس بازگشت و انتشارات پادزهر و در پاییز ۱۳۶۳ کتاب جمعه‌ها را راه‌اندازی کرد که تا سال ۱۳۶۸ برقرار بود.
شاکری در فرانسه، تاریخ ایران و آسیای باختری نیز تدریس کرد و استاد بازنشسته تاریخ مدرسه عالی مطالعات علوم اجتماعی پاریس بود.

خسرو شاکری سه‌شنبه ۹ تیرماه ۱۳۹۴ در اثر سکتهٔ مغزی در بیمارستانی در پاریس درگذشت؛ در حالی که مشغول آماده‌سازی کتابی سه جلدی دربارهٔ حزب توده ایران بود.

## آثار

### تألیف، گردآوری و ویرایش

#### کتاب‌ها
- اسناد تاریخی: جنبش کارگری، سوسیال دموکراسی و کمونیستی ایران. ج. ۲۳ جلد. به کوشش خسرو شاکری. تهران و فلورانس.
- اول ماه مه: سه سند، سه گفتار. به کوشش خسرو شاکری. تهران: علم.
- شعاعیان، مصطفی (۱۳۵۴).  شاکری، خسرو، ویراستار. مسائل انقلاب و سوسیالیسم:‌ پژوهشنامهٔ مستقل مارکسیستی. تهران: انقلاب.
- سازماندهى شورائی: مجموعه‌اى از مقالات. به کوشش خسرو شاکری. سوئد: کانون کتاب ایران. ۱۹۸۰.*
- شاکری، خسرو (۱۳۶۲). چهارده نامهٔ سرگشاده و مقاله دفاع از آزادگی و دموکراسی. برکلی: بی‌نا.
- شاکری، خسرو, ویراستار (۱۹۹۶). فرقهٔ جمهوری انقلابی ایران (گروه نخستین دکتر ارانی) و فرقهٔ انقلابی ایران؛ اسنادی چند: ۱۳۰۷-۱۳۰۵ (PDF). تهران و فلورانس: پادزهر و مزدک. بایگانی‌شده از اصلی (PDF) در ۱۴ ژوئیه ۲۰۲۱. دریافت‌شده در ۱۴ ژوئیه ۲۰۲۱.
- شاکری، خسرو (۲۰۰۲). از اسلام انقلابى تا گولاگ: اشعار انقلابى ذره، لادبن، حسابى و لاهوتى. تهران: پادزهر.
- شاکری، خسرو (۱۳۸۲). ریشه‌های سوسیال دموکراسی در ایران. ترجمهٔ مهدی حقیقت‌خواه. تهران: ققنوس.
- شاکری، خسرو؛ و دیگران (۱۳۸۲). نقش ارامنه در سوسیال دموکراسی ایران، ۱۹۰۵-۱۹۱۱. به کوشش محمدحسین خسروپناه. تهران: نشر و پژوهش شیرازه.
- سلطانزاده، آوتیس (۱۳۸۳).  شاکری، خسرو، ویراستار. انکشاف اقتصادی ایران و امپریالیسم انگلستان. ترجمهٔ ف. کوشا (فرهاد کشاورز). تهران: مازیار.[۵]
- شاکری، خسرو (۱۳۸۴). پیشینه‌های اقتصادی-اجتماعی جنبش مشروطیت و انکشاف سوسیال دموکراسی در آن عهد (PDF). تهران: اختران.
- شاکری، خسرو (۱۳۸۴). میلاد زخم: جنبش جنگل و جمهوری شوروی سوسیالیستی ایران (۱۲۹۹-۱۳۰۰). ترجمهٔ شهریار خواجیان. تهران: اختران.
- شاکری، خسرو (۱۳۸۵). تقی ارانی در آینه‌ی تاریخ. تهران: اختران.
- شعاعیان، مصطفی (۱۳۸۶). هشت نامه به چریک‌های فدایی خلق: نقد یک منش فکری. به کوشش خسرو شاکری. تهران: نی.
- شاکری، خسرو (۲۰۱۳). استالين و ترومن: غروب شوکت جناب اشرف، احمد قوام‌السلطنه: نقدى بر تاريخ‌نگارى ايدئولوژيک. فلورانس: مزدک/پادزهر. شابک ۹۷۸۳۹۴۳۱۴۷۲۷۸.

- Chaqueri, Cosroe (1978). La Social-Démocratie en Iran: articles et documents. Florence: Edition Mazdak.
- Chaqueri, Cosroe, ed. (1978). The Condition of the working class in Iran (a documentary history). Vol. 4. Florence and Tehran: Published for European Committee for the Defence of Democratic Rights of Workers in Iran.
- Chaqueri, Cosroe, ed. (1979). Le mouvement communiste en Iran: documents en anglais, français et allemand. Florence: Mazdak.
- Chaqueri, Cosroe, ed. (1979). The Revolutionary Movement in Iran versus Great Britain and Soviet Russia, 1914-1932. Florence: Edition Mazdak.
- Sultanzade, Avetis (1980).  Chaqueri, Cosroe (ed.). Ecrits Economiques II. Florence: Mazdak.
- Chaqueri, Cosroe (1980). Socialisme et l'islam en Iran; Khomaini, revolutionary or social bandit?. Florence, Italy: Antidote Publications.
- Chaqueri, Cosroe, ed. (1981). Le Premier Congrès des peuples de l'Orient : Bakou, 1920 : documents inédits avec une introduction historique. Tehran: Antidote.
- Chaqueri, Cosroe (1983). L' Union soviétique et les tentatives de Soviets en Iran: 2 essais historiques. Tehran: Antidote.
- Chaqueri, Cosroe, ed. (1984). L'Orient et la Deuxième Internationale: documents inédits du COMINTERN. Paris: Antidote.
- Chaqueri, Cosroe, ed. (1985). Un Prince iranien rouge en France (Vie et oeuvres du communiste Iradj Eskandari). préface de Maxime Rodinson. Chez l'auteur.
- Chaqueri, Cosroe, ed. (1986). Avetis Sultanzade, The Forgotten Revolutionary Theoretician (life and works). Tehran: Antidote.
- Chaqueri, Cosroe (1992). Beginning Politics in the Reproductive Cycle of Children’s Tales and Games in Iran: An Historical Inquiry. Lewiston, N.Y: Edwin Mellen Press. ISBN 0773492283.
- Chaqueri, Cosroe (1995). The Soviet Socialist Republic of Iran, 1920-1921 : birth of the trauma. Pittsburgh: University of Pittsburgh Press. ISBN 0822937921.
- Chaqueri, Cosroe, ed. (1998). The Armenians of Iran: The Paradoxical Role of a Minority in a Dominant Culture. Cambridge: Harvard Center for Middle Eastern Studies. ISBN 0932885160.
- Chaqueri, Cosroe (2001). Origins of social democracy in modern Iran. Seattle: University of Washington Press. ISBN 0295980850.
- Chaqueri, Cosroe, ed. (2010). The left in Iran: 1905-1940. Pontypool: Merlin Press. ISBN 0850366720.
- Chaqueri, Cosroe, ed. (2011). The left in Iran: 1941-1957. London and Pontypool: Socialist Platform Ltd. and Merlin Press. ISBN 0850366569.

#### مقاله‌ها و مصاحبه‌ها

##### درکتاب جمعه
- کیانوش، خ. (۱ شهریور ۱۳۵۸). «یک خانواده، دو کودتا، یک سرنوشت». کتاب جمعه (۴): ۱۷–۳۳.
- «دربارهٔ وظائف کتاب جمعه [میزگردی با حضور باقر پرهام، احمد شاملو، محمدعلی سپانلو، خسرو شاکری، عباس سماکار، فریدون آدمیت، محمد قائد، هما ناطق]». کتاب جمعه (۴): ۶–۱۶. ۱ شهریور ۱۳۵۸.
- کیانوش، خ. (۱ شهریور ۱۳۵۸). «آرژانتین، سرزمین جنگ طبقاتی بلاانقطاع». کتاب جمعه (۴): ۱۳۸–۱۵۱.
- «روشنفکران و انقلاب ۱ [میزگردی با حضور فریدون آدمیت، باقر پرهام، خسرو شاکری، احمد شاملو، محمد قائد]». کتاب جمعه (۵): ۲–۱۴. ۸ شهریور ۱۳۵۸.
- شاکری، خسرو. «پنج سند دربارهٔ قوام‌السلطنه». کتاب جمعه (۵): ۱۴۵–۱۵۳.
- «روشنفکران و انقلاب ۲ [میزگردی با حضور فریدون آدمیت، باقر پرهام، خسرو شاکری، احمد شاملو، محمد قائد]». کتاب جمعه (۶): ۳۰–۳۶. ۱۵ شهریور ۱۳۵۸.
- «اقتصاد ایران: گذشته و حال [نشستی با حسین مهدوی، هوشنگ کشاورز، ناصر پاکدامن، باقر پرهام، سیروس آرین‌پور و خسرو شاکری]». کتاب جمعه (۷): ۳–۲۴. ۲۲ شهریور ۱۳۵۸.
- شاکری، خسرو (۲۸ فروردین ۱۳۵۹). «مانیفست سوسیال دموکرات‌های ایران، تبریز ۱۲۸۸ (۱۹۰۹)». کتاب جمعه (۳۱): ۱۲۳–۱۲۶.
- شاکری، خسرو (۱۱ اردیبهشت ۱۳۵۹). «اسناد تاریخی جنبش سندیکائی». کتاب جمعه (۳۳): ۱۱۷–۱۲۹.
- کیانوش، خ. (۱۱ اردیبهشت ۱۳۵۹). «کنگرهٔ بین‌الملل چگونه روز اول ماه مه را انتخاب کرد؟». کتاب جمعه (۳۳): ۹–۲۲.
- دیلمانی، ک. (۱۱ اردیبهشت ۱۳۵۹). «جمع‌بندی‌هائی از رفتار در اعتصاب». کتاب جمعه (۳۳): ۷۶–۹۷.
- شاکری، خسرو. «تکوین و گسترش جنبش کارگری در ایران». کتاب جمعه (۳۳): ۲۶–۴۱.

##### در نشریات دیگر
- شاکری، خسرو (۲۸ اسفند ۱۳۵۸). «مسئله زن و مبارزه برای رهائی در ایران» (PDF). اندیشهٔ آزاد (۳): ۴–۷.
- «گفتگو با خسرو شاکری، پژوهنده و تاریخ‌شناس دربارهٔ خلیج فارس و تاریخچهٔ روابط ایران با کشورهای عربی» (PDF). آرش (۴): ۱۶–۲۰. اردیبهشت ۱۳۷۰.
- شاکری، خسرو (۱۳۷۱). «کنگره باکو: سرآغاز تحولی نو در سیاست خارجی شوروی». قفقاز در تاریخ معاصر. ترجمهٔ کاوه بیات و بهنام جعفری. تهران: پروین.
- شاکری، خسرو (مرداد ۱۳۸۵). «نکاتی چند درباره تاریخنگاری جایگاه زنان در جنبش مشروطه». نگاه نو (ویژه‌نامهٔ یکصدمین سالگرد انقلاب مشروطیت ایران): ۴۶–۵۳.
- قربانپور، فرشاد (۴ آذر ۱۳۸۶). «هیچ کس از او فراتر نرفت: گفت‌وگو با دکتر خسرو شاکری [در پروندهٔ ویژهٔ فریدون آدمیت]». شهروند امروز (۲۶): ۸۳.
- شاکری، خسرو (فروردین و اردیبهشت ۱۳۸۷). «تاریخ‌نویس متدیک: در معرفی روش‌شناسی تاریخی فریدون آدمیت». بخارا (۶۵): ۳۰۷–۳۲۷.
- قربانپور، فرشاد (تیر ۱۳۹۰). «سیاستمدار لجوج: خلیل ملکی در گفت‌وگو با خسرو شاکری». مهرنامه (۱۳): ۱۵۱–۱۵۲.

### ترجمه

#### کتاب‌ها
- بایرس، ترنس (۱۳۵۹). آدام اسمیت، مالتوس و مارکس. ترجمهٔ خسرو شاکری. تهران: مازیار.

#### مقاله‌ها
- پانه‌کک، آنتون (۱۱ مرداد ۱۳۵۸). «سازماندهی شورائی». ترجمهٔ خ. کیانوش. کتاب جمعه (۲): ۸۵–۷۸.
- لوکاچ، گئورگی (۱۱ مرداد ۱۳۵۸). «تکوین و ارزش آفرینش‌های ادبی». ترجمهٔ خسرو شاکری. کتاب جمعه (۲): ۱۰۵–۱۰۲.
- «دو سند از حزب کمونیست ایران». ترجمهٔ خسرو شاکری. کتاب جمعه (۳): ۱۴۶–۱۴۲. ۱۸ مرداد ۱۳۵۸.
- شنو، ژان (۱ شهریور ۱۳۵۸). «آیا مارکس «مورخ» بود؟» بایگانی‌شده  در ۱۸ ژوئیه ۲۰۲۱ توسط Wayback Machine. ترجمهٔ خسرو شاکری. کتاب جمعه (۴): ۱۱۲–۱۰۶.
- «سازماندهی مشارکت شورائی کارگران در شیلی». ترجمهٔ خ. کیانوش. کتاب جمعه (۶): ۹۷–۸۶. ۱۵ شهریور ۱۳۵۸.
- شنو، ژان (۲۴ آبان ۱۳۵۸). «تاریخ و پراتیک اجتماعی: در پهنهٔ مبارزات خلق‌ها». ترجمهٔ خسرو شاکری. کتاب جمعه (۱۵): ۱۴۵–۱۳۵.
- لوکاچ، گئورگی (۲۶ فروردین ۱۳۵۹). «عظمت بالزاک پس از مرگش». ترجمهٔ خسرو شاکری. اندیشهٔ آزاد (۴): ۱۷–۱۶.
- «مرتضی علوی، در یک مصاحبهٔ سه نفری ۱۹۲۷–۱۳۰۵». ترجمهٔ خسرو شاکری. کتاب جمعه (۳۱):‌ ۱۱۷–۱۱۲. ۲۸ فروردین ۱۳۵۹.
- وایز، اودری (۱۸ اردیبهشت ۱۳۵۹). «زنان کارگر و مبارزه برای نظارت شورائی کارگری». ترجمهٔ ک. دیلمانی. کتاب جمعه (۳۴): ۱۰۴–۸۰.
- «اعلامیهٔ استقلال جمهوری دموکراتیک ویتنام». ترجمهٔ خ. کیانوش. کتاب جمعه (۳۶): ۹۹–۹۶. ۱ خرداد ۱۳۵۹.